# Sicca Veneria

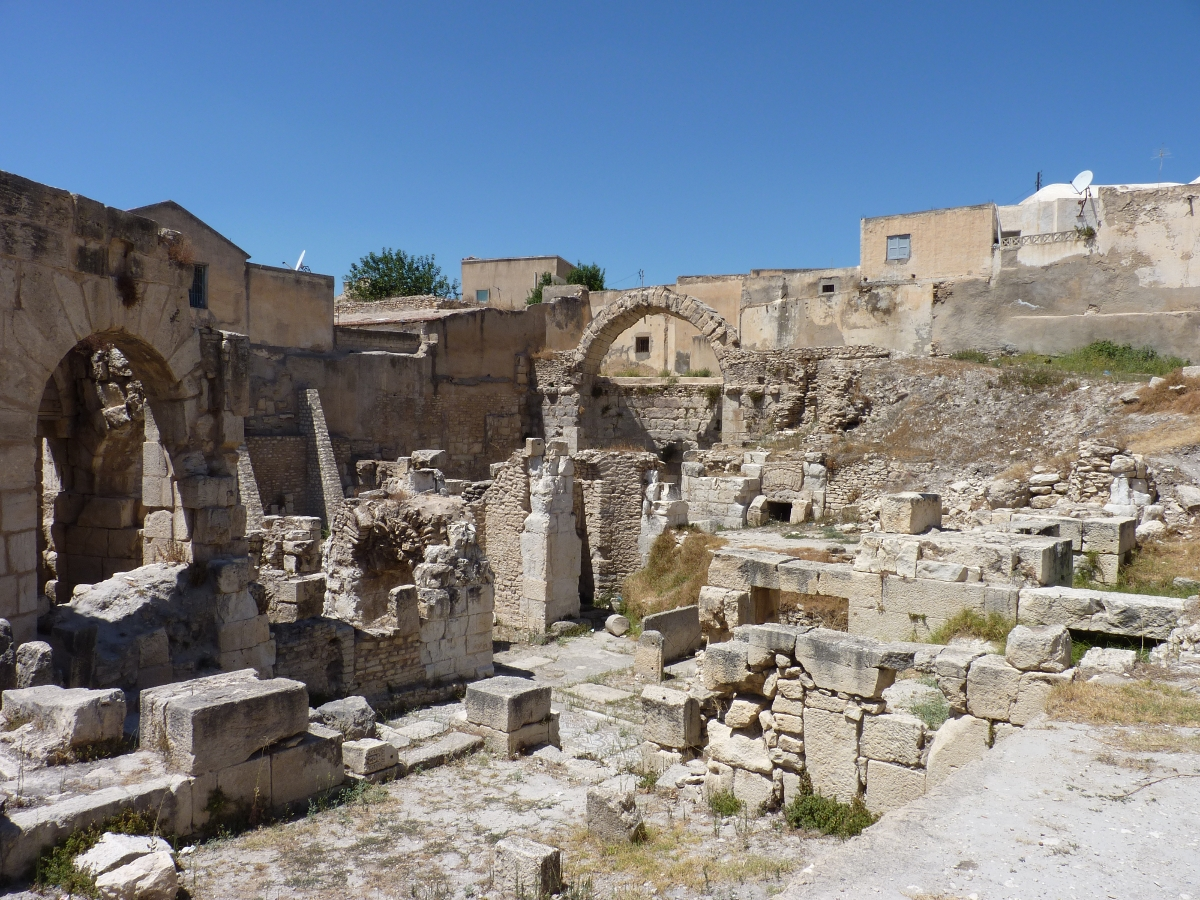
Ruiny dawnego miasta Sicca Veneria

Sicca Veneria (łac. Diocesis Siccensis) – stolica historycznej diecezji w Cesarstwie rzymskim w prowincji Afryka Prokonsularna, sufragania metropolii Kartagina. Ruiny rzymskiego miasta Sicca Veneria znajdują się we Współczesnej Tunezji w mieście Al-Kaf. Obecnie katolickie biskupstwo tytularne.

## Biskupi tytularni
| Lp. | Biskup                      | Funkcja                                        | Od               | Do                   |
| --- | --------------------------- | ---------------------------------------------- | ---------------- | -------------------- |
| 1   | Gustave Marie Blanche       | wikariusz apostolski Golfe St-Laurent (Kanada) | 15 września 1905 | 26 lipca 1916        |
| 2   | Stanisław Kostka Łukomski   | biskup pomocniczy gnieźnieński i poznański     | 8 marca 1920     | 24 czerwca a 1926    |
| 3   | Kazimierz Tomczak           | biskup pomocniczy łódzki                       | 25 lutego 1927   | 21 października 1967 |
| 4   | Joseph Augustin Hagendorens | emerytowany biskup Tshumbe (Zair)              | 9 kwietnia 1968  | 20 kwietnia 1976     |
| 5   | Felix Eugenio Mkhori        | biskup pomocniczy Chikwawa (Malawi)            | 29 września 1977 | 12 lutego 1979       |
| 6   | Kazimierz Romaniuk          | biskup pomocniczy warszawski                   | 20 lutego 1982   | 25 marca 1992        |
| 7   | Lajos Varga                 | biskup pomocniczy Vác (Węgry)                  | 27 maja 2006     |                      |